# Bataille des Dardanelles (1657)
Pour les articles homonymes, voir Bataille des Dardanelles (homonymie).
La bataille des Dardanelles est une bataille navale livrée du 17 au 19 juillet 1657 pendant la guerre de Candie. Elle oppose dans le détroit des Dardanelles, une flotte ottomane d'une part à une flotte vénitienne, hospitalière et pontificale, d'autre part.
Pendant les deux premiers jours de combat, la bataille tourne à l'avantage des alliés, commandés par l'amiral Lazzaro Mocenigo, qui détruisent ou endommagent une vingtaine de bâtiments ennemis .

## Sources
- Özkan Bardakci et François Pugnière (préf. Robert Sauzet), La dernière croisade : les français et la guerre de Candie, 1669, Rennes, Presses Universitaires de Rennes, coll. « Histoire », 2008, 182 p. (ISBN 978-2-7535-0642-8, lire en ligne)
- (en) Helmut Pemsel, A history of war at sea : an atlas and chronology of conflict at sea from earliest times to the present, Annapolis, Naval Institute Press, 1977, 176 p. (ISBN 978-0-87021-803-3)
- (en) Gregory Hanlon, The twilight of a military tradition : Italian aristocrats and European conflicts, 1560-1800, Londres, UCL Press, 1998, 371 p. (ISBN 978-1-85728-703-5 et 978-1-857-28704-2)
- Guy Moing, Les 600 plus grandes batailles navales de l'histoire, Rennes, Marines, 2011, 619 p. (ISBN 978-2-35743-077-8, écouter en ligne)
- (it) Francesco Valori, Dizionario delle battaglie, Cas Editrice Ceshina, Varese-Milano, 1968
- Daniel Panzac, La marine ottomane : de l'apogée à la chute de l'Empire, 1572-1923, Paris, CNRS éd, 2009, 537 p. (ISBN 978-2-271-06799-9)